# Chiara Badano
Chiara Badano (em português:  Clara Badano), dito Chiara Luce, conhecida como Beata Chiara Luce (Sassello, 29 de outubro de 1971 – Turim, 7 de outubro de 1990), foi uma jovem adolescente italiana que atualmente está em processo de ser declarada santa pela Igreja Católica. Aos nove anos ingressou no Movimento dos Focolares e recebeu o apelido de “Luce” da fundadora Chiara Lubich. Quando ela tinha 16 anos, foi diagnosticada com osteossarcoma, um câncer ósseo doloroso. Badano sucumbiu ao câncer em 7 de outubro de 1990, após uma batalha de dois anos contra a doença. Foi beatificada em 25 de setembro de 2010 no Santuário de Nossa Senhora do Divino Amor, em Roma. Sua festa é celebrada em 29 de outubro.

## Infância
Chiara Badano nasceu em 29 de outubro de 1971, filha de Ruggero e Maria Teresa Badano, na pequena aldeia de Sassello, Itália. O casal esperou e rezou onze anos para ter Chiara. Eles a consideravam sua maior bênção. Enquanto Ruggero trabalhava como caminhoneiro, Maria Teresa ficou em casa para criar a filha. Badano cresceu com uma relação forte e saudável com os pais, mas nem sempre os obedecia e ocasionalmente brigava com eles.
Um dia, Badano tirou uma maçã de uma árvore no pomar de um vizinho; sua mãe mais tarde relatou o evento:
Uma tarde, Chiara voltou para casa com uma linda maçã vermelha. Eu perguntei a ela de onde veio. Ela respondeu que o havia tirado do pomar do nosso vizinho sem pedir sua permissão. Expliquei a ela que ela sempre tinha que pedir antes de pegar qualquer coisa e que ela tinha que pegar de volta e pedir desculpas ao nosso vizinho. Ela estava relutante em fazer isso porque estava muito envergonhada. Eu disse a ela que era muito mais importante confessar do que comer uma maçã. Então Chiara levou a maçã para a nossa vizinha e explicou tudo para ela. Naquela noite, a mulher trouxe uma caixa inteira de maçãs dizendo que naquele dia Chiara havia aprendido algo muito importante.

## Movimento dos Focolares
Badano participou de seu primeiro encontro do Movimento dos Focolares em setembro de 1980; ela tinha apenas 9 anos. Este grupo, especialmente sua fundadora Chiara Lubich, teve um impacto profundo na vida de Badano. O grupo focou na imagem de Cristo abandonado como forma de superar os tempos difíceis. Badano escreveu mais tarde: “Descobri que Jesus abandonado é a chave para a unidade com Deus e quero escolhê-lo como meu único esposo. Quero estar pronto para recebê-lo quando ele vier. Para preferi-lo acima de tudo.”
Embora Badano fosse uma estudante meticulosa, ela teve dificuldades na escola e até foi reprovada no primeiro ano do ensino médio. Era frequentemente provocada na escola por suas fortes crenças e recebeu o apelido de “irmã”. Badano fez vários bons amigos, muitas vezes saindo tarde para tomar café com eles. Gostava dos passatempos normais da adolescência, como ouvir música pop, dançar e cantar. Badano também era uma ávida jogadora de tênis e gostava de caminhadas e natação.
No verão de 1988, quando tinha 16 anos, Badano viveu uma experiência transformadora em Roma com o Movimento dos Focolares. Ela escreveu aos pais: “Este é um momento muito importante para mim: é um encontro com Jesus Abandonado. Não foi fácil abraçar este sofrimento, mas esta manhã Chiara Lubich explicou às crianças que têm de ser esposas de Jesus Abandonado.”  Depois dessa viagem, começou a corresponder-se regularmente com Lubich. Ela então perguntou por seu novo nome, pois isso seria o início de uma nova vida para ela. Lubich deu a ela o nome de Chiara Luce. Era uma espécie de trocadilho, pois em italiano “Chiara” é um nome comum para meninas, tirado, por exemplo, do nome de Clara de Assis, mas também é uma palavra comum que significa “claro”. “Luce” é ocasionalmente encontrado como nome de menina na Itália, embora seja mais secular do que religioso, e também é uma palavra comum que significa “luz”. Portanto, “Chiara Luce” significa “luz clara”. Lubich escreveu a Badano que “seu rosto luminoso mostra seu amor por Jesus”, razão pela qual ela lhe deu o nome de Luce.

## Doença
No verão de 1988, Badano sentiu uma pontada de dor no ombro enquanto jogava tênis. A princípio ela não pensou nada a respeito, mas quando a dor continuou presente, foi submetida a uma série de testes. Os médicos então descobriram que ela tinha uma forma rara e dolorosa de câncer ósseo, o osteossarcoma. Em resposta, Badano declarou simplesmente: “É para você, Jesus; se você quiser, eu também quero”.
Durante todo o processo de tratamento, Badano recusou-se a tomar morfina para que pudesse ficar atenta. Ela sentiu que era importante conhecer sua doença e dor para que pudesse oferecer seus sofrimentos. Ela disse: “Isso reduz minha lucidez e só há uma coisa que posso fazer agora: oferecer meu sofrimento a Jesus porque quero compartilhar o máximo possível em seus sofrimentos na cruz.” Durante sua estadia no hospital, aproveitava para fazer caminhadas com outro paciente que estava sofrendo de depressão. Essas caminhadas foram benéficas para o outro paciente, mas causaram grande dor a Badano. Seus pais muitas vezes a incentivavam a ficar e descansar, mas ela simplesmente respondia: “Vou conseguir dormir mais tarde.”
Um de seus médicos, Antonio Delogu, disse: “Por meio de seu sorriso e de seus olhos brilhantes, ela nos mostrou que a morte não existe; só a vida existe”. Uma amiga do Movimento dos Focolares disse: “No início pensamos em visitá-la para mantê-la animada, mas logo percebemos que, de fato, éramos nós que precisávamos dela. Sua vida era como um ímã que nos atraía para ela.”
Badano manteve seu ânimo, mesmo quando a forte quimioterapia fez seu cabelo cair. Quando uma mecha de seu cabelo caía, Badano simplesmente a oferecia a Deus, dizendo: “Por você, Jesus”. Ela também doou todas as suas economias para uma amiga que estava realizando o trabalho missionário na África. Ela escreveu a ele: “Não preciso mais desse dinheiro. Eu tenho tudo.”
Para ajudar a preparar seus pais para a vida após sua morte, Badano fez reservas para o jantar do Dia dos Namorados depois que eles se recusaram a deixar sua cabeceira. Ela também ordenou que eles não voltassem antes da meia-noite. Ela também escreveu: “Santo Natal de 1990. Obrigado por tudo. Feliz Ano Novo”, em um cartão de Natal e escondeu-o entre alguns em branco para sua mãe encontrar depois.
Durante um doloroso procedimento médico, Badano foi visitada por uma senhora: “Quando os médicos começaram a realizar este pequeno, mas bastante exigente procedimento, apareceu uma senhora com um sorriso muito bonito e luminoso. Ela veio até mim e me pegou pela mão, e seu toque me encheu de coragem. Da mesma forma que ela chegou, ela desapareceu, e eu não podia mais vê-la. Mas meu coração se encheu de uma alegria imensa e todo o medo me deixou. Naquele momento entendi que se estamos sempre prontos para tudo, Deus nos envia muitos sinais de seu amor.”
A fé e o espírito de Badano nunca diminuíram, mesmo depois que o câncer a deixou incapaz de andar e uma tomografia computadorizada mostrou que qualquer esperança de remissão se foi. Em resposta, ela simplesmente disse: “Se eu tivesse que escolher entre andar novamente e ir para o céu, não hesitaria. Eu escolheria o céu.” Em 19 de julho de 1989, Badano quase morreu de hemorragia. Sua fé não vacilou quando disse: “Não derrame nenhuma lágrima por mim. Eu estou indo para Jesus. No meu funeral, não quero que as pessoas chorem, mas cantem de todo o coração.”
O cardeal Saldarini, arcebispo de Turim, Itália, ouviu falar da doença de Badano e visitou-a no hospital. Ele perguntou a ela: “A luz em seus olhos é esplêndida. De onde isso vem?” Chiara respondeu simplesmente: “Tento amar Jesus tanto quanto posso”.
Antes de morrer, ela disse à mãe: “Oh, mamãe, jovens ... jovens ... eles são o futuro. Veja, não posso correr mais, mas gostaria de passar a tocha para eles, como nas Olimpíadas! Os jovens têm apenas uma vida e vale a pena vivê-la bem.”
Quando Badano percebeu que não iria melhorar, ela começou a planejar seu “casamento” (seu funeral) com sua mãe. Ela escolheu a música, canções, flores e as leituras para a missa. Ela queria ser enterrada com seu “vestido de noiva”, um vestido branco com cintura rosa, porque sua morte permitiria que ela se tornasse a noiva de Cristo. Ela disse à mãe: “Quando você estiver me preparando, mãe, você precisa ficar dizendo para si mesma: ‘Chiara Luce agora está vendo Jesus’”

## Morte
Durante suas horas finais, Badano fez sua confissão final e recebeu a Eucaristia. Ela pediu à família e aos amigos que orassem com ela: “Venha, Espírito Santo”. Chiara Badano morreu às 4 horas da madrugada de 7 de outubro de 1990, com os pais ao lado de sua cama. Suas palavras finais foram: “Tchau, mãe, seja feliz, porque eu sou.” Duas mil pessoas compareceram ao seu funeral; o prefeito de Sassello fechou a cidade para que as pessoas pudessem comparecer.

## Beatificação
A causa de santidade de Badano foi promovida por Livio Maritano, o bispo emérito de Acqui Terme, Itália, no início de 1999. Foi por meio desse processo que ela foi declarada  “Venerável” em 3 de julho de 2008. Em dezembro de 2009, o Papa Bento XVI reconheceu o milagre de um jovem italiano cujos pais intercederam a Badano para curá-lo de uma meningite que estava destruindo seus órgãos. Seus médicos não conseguiram explicar clinicamente sua cura repentina.
Chiara Badano foi declarada “Beata” na Igreja Católica em 25 de setembro de 2010, no Santuário de Nossa Senhora do Divino Amor, em Roma. Milhares de pessoas compareceram ao evento. O Arcebispo Angelo Amato, chefe da Congregação do Vaticano para as Causas dos Santos, disse que Badano foi um grande exemplo de como a curta vida dos jovens pode ser vivida em grande santidade e “hoje há pessoas virtuosas, que em família, em escola, na sociedade, não desperdice suas vidas.” A festa de Chiara Badano é celebrada em 29 de outubro.